# Mischocyttarus melanops
Mischocyttarus melanops är en getingart som beskrevs av Cooper 1996. Mischocyttarus melanops ingår i släktet Mischocyttarus och familjen getingar. Inga underarter finns listade i Catalogue of Life.